# Chapelle du Charnier de Saint-Mard
La Chapelle du Charnier est un petit édifice religieux catholique sis à Saint-Mard, dans la province de Luxembourg, en Belgique. Construite en 1755 elle fut lieu de recueillement au centre du cimetière de la paroisse de Saint-Mard. Depuis 1970 la chapelle est classée au patrimoine immobilier de la Wallonie.

## Histoire
Construite en 1755, comme l’indique le millésime sur l’arcade, par Jean-Didier Rossignon, seigneur d'Allondrelle et de Malmaison, elle contient six pierres tombales de membres des familles Rossignon et Marchal. La chapelle fut édifiée là où se trouvait l’ancienne église de Saint-Mard, au centre d’un cimetière qui fut fermé en 1872. 
Par deux fois, en 1854 et 1866, la région fut ravagée par le choléra. La chapelle et ses environs servirent de tombe collective, d’où ce curieux nom de « chapelle du Charnier » qui lui est resté depuis lors. 
L’endroit est aujourd’hui un espace vert ombragé par un tilleul. Quelques anciennes pierres tombales rappellent le passé : celles de Claude Migeot, curé de Saint-Mard (mort en 1780), de Jean-Fiacre Remon (mort en 1806). Sur le mur ouest (extérieur) du bâtiment de plan carré se trouve une grande croix de fonte. 

## Description
À l’intérieur, le plafond est vouté et le sanctuaire est protégé par une grille. Au dessus de l’autel se trouve un Christ en croix. Au pied de la croix, à gauche, se trouve une statue de Notre-Dame-des-Sept-Douleurs (un glaive transperçant son cœur), et à droite un bas-relief illustrant des personnes gémissant dans les flammes du purgatoire, l’une d’entre elles étant libérée et enlevée par un ange. Avec un message pour le visiteur : « Vous au moins chers amis et tendres parens acordez nous votre assistance et de ces brasiers devorans obtenez nous la délivrance ». Statue et bas-relief datent du XVIIIe siècle et sont œuvres d’un artiste de Longwy, maître Henri Jacques.